# Пагорби сутр

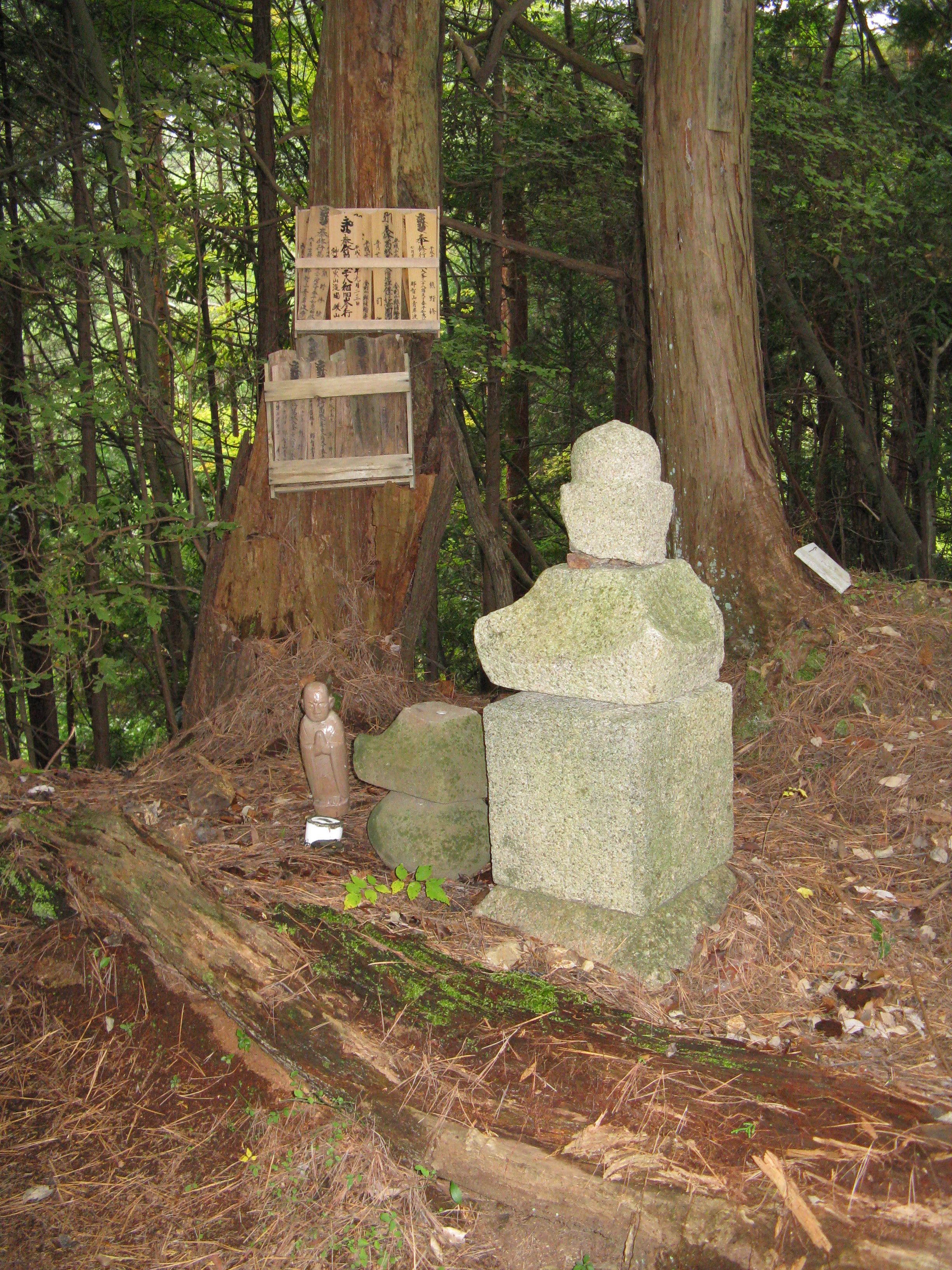
15-й пагорб сутр комплексу 葛城二十八宿

Пагорби сутр (яп. 経塚, кьодзука) — пам'ятки археології в Японії на місті стародавніх насипів, куди закопували сутри. В японському буддизмі цей обряд вважали за один із різновидів благодіяння і здійснювали його під час ритуалу пуджа. 

## Історія
У період Нара копіювання сутр було у центрі буддійського вчення в Японії й було одним із обов'язків тогочасної влади. Однак у період Хейан набуло поширення вчення Чистої Землі, яке віддавало перевагу індивідуальним молитвам. 
Під час ритуалу закопували переважно сутру Лотоса, але також використовували сутру Серця, сутру Амітабга, сутру Мірукусамбу, Сутру Махавайрочана тощо. Серед вступних та завершальних частин можна побачити сутру Незчисленних Благодіянь та інші. У багатьох випадках зустрічаються сутри, що надруковані на папері, але також бувають на глиняних або мідних дощечках, вивітрених каменях, черепиці, мушлях та інших матеріалах. Ці предмети поміщали в металічні контейнери циліндричної форми під назвою кьодзуцу, на яких гравірували різні позначення.
Циліндричні контейнери зазвичай невеликої форми, але часом знаходять шестигранні коробки або ж оздоблені орнаментом двоповерхові буддійські пагоди. Всі вони зверху накриті кришкою.